# Lyctus suturalis
Lyctus suturalis là một loài bọ cánh cứng có mặt ở miền Cổ bắc (bao gồm châu Âu)và Cận Đông. Ở châu Âu, nó chỉ được tìm thấy ở Belarus và Ukraina.